# Pseuderia amblyornidis
Pseuderia amblyornidis är en orkidéart som först beskrevs av Heinrich Gustav Reichenbach, och fick sitt nu gällande namn av Paul Ormerod. Pseuderia amblyornidis ingår i släktet Pseuderia och familjen orkidéer. Inga underarter finns listade i Catalogue of Life.